# Финшхафен
Финшхафен (англ. Finschhafen) — город в восточной части Папуа — Новой Гвинеи, в провинции Моробе. Назван в честь немецкого ученого Отто Финша.

## География
Расположен на полуострове Хьюон, примерно в 50 милях в востоку от города Лаэ.

## История
Основан 5 ноября 1885 года. С момента основания до 1891 года являлся первой штаб-квартирой Германской Новогвинейской компании.
В сентябре — октябре 1943 года за город происходило масштабное сражение между японскими и австралийскими войсками — Финшхафенское сражение — в ходе которого город был отбит австралийцами у японцев. Японское контрнаступление было сорвано, после чего началась высадка на остров крупных союзных сил в целях дальнейшего развития наступления на остров.

## Население
По данным на 2013 год численность населения города составляла 1240 человек.
Динамика численности населения города по годам:
| 1990 | 2013 |
| ---- | ---- |
| 700  | 1240 |

## Паром
2 февраля 2012 года в 16 км от города Финшхафен затонул паром MV Rabaul Queen, следовавший из Кимбе в Лаэ. В момент трагедии на борту парома находилось более 558 человек, тогда как он был рассчитан лишь на 310 пассажиров. 237 пассажирам удалось спастись; пропавшими без вести считаются более 320 человек.